# Harry Fox
Harry Fox, all'anagrafe Arthur Carringford (Pomona, 25 maggio 1882 – Woodland Hills, 20 luglio 1959), è stato un attore e ballerino statunitense.

## Biografia
Ballerino e attore, deve la sua notorietà al fatto di aver dato il proprio nome al Fox Trot. I suoi passi furono registrati dal maestro di ballo F. L. Clendenen, pubblicati nel libro Dance Mad uscito nel 1914, con la didascalia: "The Fox Trot, as danced by Mr. Fox" (Il Fox Trot, come viene danzato da Mr. Fox) .
Harry Fox fece alcune registrazioni di canzoni molto popolari e girò dei film muti. Va ricordato soprattutto come protagonista maschile nel serial Beatrice Fairfax (1916). In uno degli episodi appariva anche Olive Thomas.
Nei primi anni del cinema sonoro, recitò in alcuni cortometraggi come "Harry Fox and his American Beauties" e "The Fox and the Bee", insieme alla moglie Beatrice che era anche la sua partner. Ma già nel 1930 gli spettatori si erano dimenticati del suo nome e Fox si ridusse a girare film come comparsa.
Nel 1920, era stato sposato per breve tempo con Jenny, una delle famose Dolly Sisters, stelle degli spettacoli di Ziegfeld. Su di loro, nel 1945 venne girato Donne e diamanti, un film biografico con Betty Grable e John Payne, in cui si raccontava la storia del matrimonio di Fox con Jenny durante la prima guerra mondiale, del loro divorzio e la riunione dei due dopo un incidente occorso alla show girl.
La sua ultima moglie fu Evelyn Brent, popolare attrice del cinema muto da cui non divorziò. Erano ancora sposati quando Harry Fox morì a Woodland Hills, Los Angeles, il 20 luglio 1959, all'età di 77 anni.

## Spettacoli teatrali
- Stop! Look! Listen! (Broadway, 25 dicembre 1915)

## Filmografia

### Attore
- Beatrice Fairfax, regia di Leopold Wharton e Theodore Wharton (1916)

1. Beatrice Fairfax Episode 1: The Missing Watchman (1916)
2. Beatrice Fairfax Episode 2: Adventures of the Jealous Wife (1916)
3. Beatrice Fairfax Episode 3: Billie's Romance  (1916)
4. Beatrice Fairfax Episode 4: The Stone God  (1916)
5. Beatrice Fairfax Episode 5: Mimosa San  (1916)
6. Beatrice Fairfax Episode 6: The Forbidden Room  (1916)
7. Beatrice Fairfax Episode 7: A Name for a Baby   (1916)
8. Beatrice Fairfax Episode 8: At the Ainsley Ball   (1916)
9. Beatrice Fairfax Episode 9: Outside the Law  (1916)
10. Beatrice Fairfax Episode 10: Playball   (1916)
11. Beatrice Fairfax Episode 11: The Wages of Sin  (1916)
12. Beatrice Fairfax Episode 12: Curiosity   (1916)
13. Beatrice Fairfax Episode 13: The Ringer   (1916)
14. Beatrice Fairfax Episode 14: The Hidden Menace  (1916)
15. Beatrice Fairfax Episode 15: Wristwatches   (1916)

- Artless Artie (1920)
- The Lemon (1928)
- The Play Boy (1929)
- The Lucky Break, regia di Arthur Hurley (1930)
- 50 Million Frenchmen, regia di Lloyd Bacon (1931)
- Serenata di Schubert (Love Time), regia di James Tinling (1934)
- 365 Nights in Hollywood, regia di George Marshall (1934)
- $10 Raise, regia di George Marshall (1935)
- Fugitive in the Sky, regia di Nick Grinde (1936)
- Smart Blonde, regia di Frank McDonald (1937)
- The Cherokee Strip, regia di Noel M. Smith (1937)
- Il nemico dell'impossibile (The Go Getter), regia di Busby Berkeley (1937)
- La vittima sommersa (The Case of the Stuttering Bishop), regia di William Clemens (1937)
- Talent Scout, regia di William Clemens (1937)
- Artiglio di velluto (Missing Witnesses), regia di William Clemens (1937)
- Hollywood Hotel, regia di Busby Berkeley (1938)
- Men Are Such Fools, regia di Busby Berkeley (1938)
- Garden of the Moon, regia di Busby Berkeley (1938)
- Minstrel Days, regia di Bobby Connolly (1941)
- Ti amavo senza saperlo (Easter Parade), regia di Charles Walters (1948)